# Burgundischer Erbfolgekrieg (1002–1016)
Der Burgundische Erbfolgekrieg von 1002 bis 1016 war ein Erbfolgekrieg zwischen dem französischen König Robert dem Frommen aus der Dynastie der Kapetinger und Odo–Wilhelm aus dem Haus Burgund-Ivrea um das burgundische Erbe Heinrichs des Großen.

## Verlauf und Begleitumstände
Nachdem Heinrich der Große im Jahr 1002 ohne leiblichen männlichen Erben gestorben war, machte sein Neffe Robert II. Erbansprüche auf das Herzogtum Burgund geltend und zog es als erledigtes Lehen ein um es der Krondomäne hinzuzufügen. Seinen Anspruch versuchte er mit militärischer Gewalt durchzusetzen, traf dabei aber auf den Widerstand des burgundischen Adels unter der Führung von Heinrichs Adoptivsohn Odo–Wilhelm, der ebenfalls Anspruch auf Burgund erhob. Es folgte ein Erbfolgekrieg der mehr als 14 Jahre dauern sollte.
Da sich fast der gesamte burgundische Adel auf die Seite Odo–Wilhelms stellte, konnte Robert zunächst kaum militärische Erfolge verbuchen oder diese blieben ohne Wirkung. Erst nachdem Robert II. 1005 Auxerre erobert hatte, zog Odo–Wilhelm seine Ansprüche zurück. 1006 kam es zum Friedensschluss und Odo–Wilhelm verzichtete auf seinen Erbanspruch und agierte fortan nur noch auf der anderen Seite der Saône, wo er iure uxoris über Herrschaftsrechte verfügte. Der Krieg endete aber erst nach der Einnahme von Sens (1015) und endgültig nach dem Tod des oppositionellen Bischofs Brun von Langres (1016).

## Kriegsergebnis
Das gewonnene Herzogtum schlug Robert II. nicht wie geplant der französischen Krondomäne zu, sondern handelte mit dem Adel Burgunds einen Kompromiss aus. Er sicherte dem Herzogtum Autonomie zu, forderte aber im Gegenzug das Einverständnis des Adels für die Ernennung seines zweitgeborenen Sohnes Heinrich zum burgundischen Herzog. Die Grafschaften Auxerre und Nevers waren im Verlauf des Erbfolgekrieges an den französischen König gefallen, während die Mâcon unter Herrschaft der Familie Odo–Wilhelms verblieb, die auch im Königreich Burgund herrschte.